# Ficomic

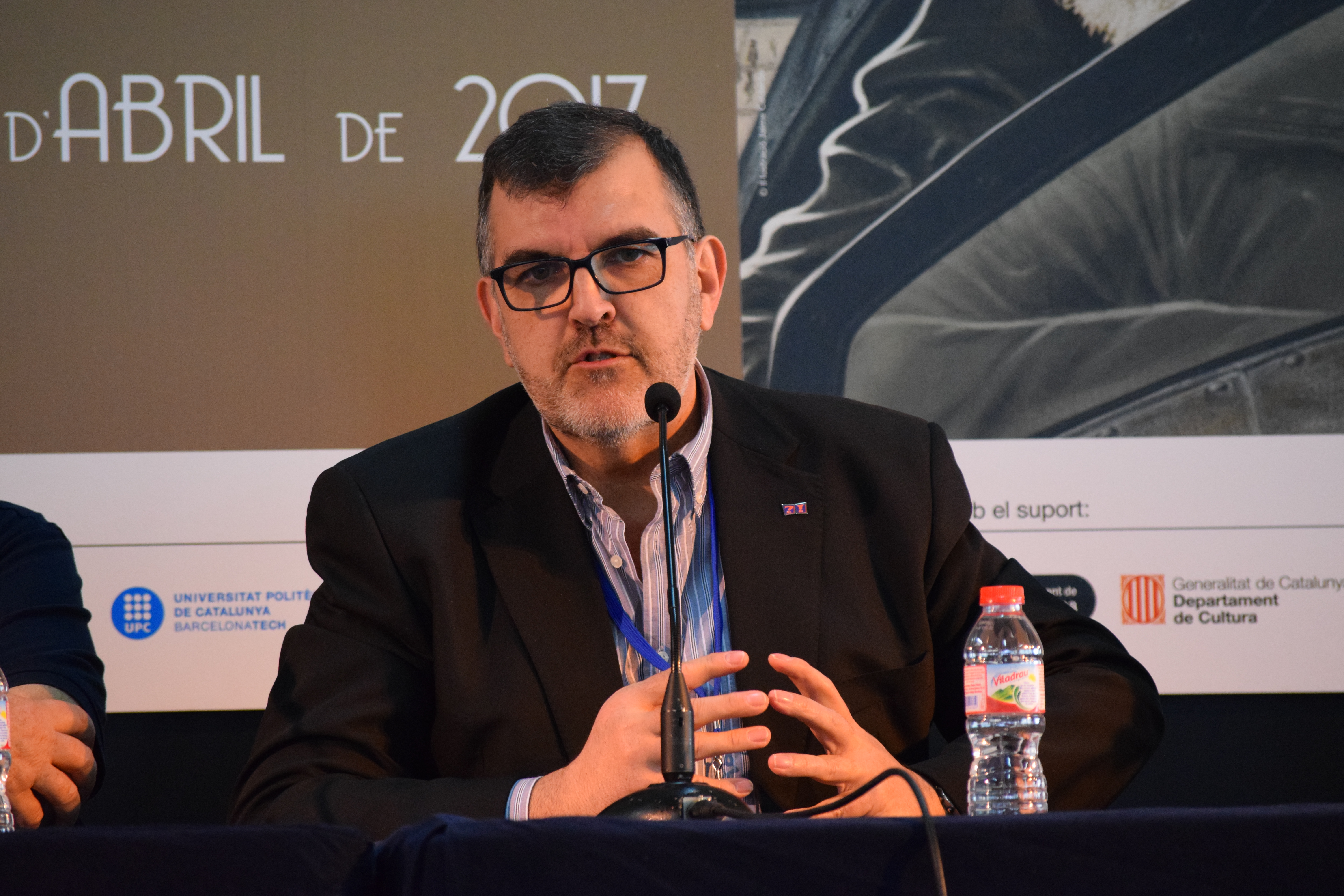
Carles Santamaría (secretario general de Ficomic entre 1994-1996 y 2006-2017) en la edición de 2017 del Salón Internacional del Cómic de Barcelona.

FICOMIC es una entidad creada en el año 1988 representada por los Gremios de Editores, Libreros y Distribuidores de Cataluña. Una federación sin ánimo de lucro que tiene como principal finalidad la promoción y difusión del cómic. 
Desde el año 1989, organizadora del Comic Barcelona (antiguo Salón Internacional del Cómic de Barcelona). Desde el año 1995, del Manga Barcelona (también antes llamado Salón del Manga de Barcelona).